# سحر عبد الله
سحر عبد الله (ولدت في 28 أغسطس 1980)، كاتبة ورسامة كتب أطفال مصرية، شاركت بالرسم في عدد من المجلات المصرية والعربية، وأنتجت الرسومات لعدة دور نشر كتب الأطفال، فازت بجائزة الدولة التشجيعية لرسوم الأطفال وبعدة جوائز عربية.

## سيرتها المهنية
تخرجت من كلية التربية الفنية «شعبة تثقيف بالفن» في جامعة حلوان عام 2002، وهي عضو نقابة الفنانين التشكيليين المصريين؟ شاركت بالرسم في عدد من المجلات المصرية والعربية، منها مجلة قطر الندى التابعة للهيئة العامة لقصور الثقافة، ومجلة «وينى» الصادرة عن دار نهضة مصر، ومجلة «توتة توتة» الصادرة عن دار الحدائق (لبنان)، ومجلة العربى الصغير التي تصدر في الكويت، و«ماجد» التي تصدر في الإمارات العربية المتحدة. كما عملت عملت في مجال الرسم التوضيحى في مجلتي الثقافة الجديدة وصباح الخير.[[تصنيف:مقالات ذات عبارات بحاجة لمصادر منذ مايو {{subst:CURRENTYEAR}}]][بحاجة لمصدر]
كما قدمت عبد الله الرسومات إلى عدة إصدارات من دور نشر كتب الأطفال، عملت مستشارا للتحرير بمجلة قطر الندى.
فازت بجائزة الدولة التشجيعية لرسوم الأطفال، وكذلك بجائزة «اتصالات» مرتين في عامي 2017 و2020

## مؤلفات
- حكايات فنُّون - دار إلياس العصرية للطباعة والنشر، 2012[5]
- وجدت بيتا..توت البرغوت ـ مكتبة الدار العربية للكتاب، 2014

## منح وجوائز
- 2011- 2012 منحة المركز الثقافي البريطاني للفنانيين.
- 2012 جائزة الدولة التشجيعية فرع الآداب – رسوم للأطفال.[6]
- 2012 شهادة تقدير من اتيلية القاهرة واتحاد الكتاب عن جائزة الدولة التشجيعية.
- 2013 برنامج المنح الإنتاجية المورد الثقافي.
- 2014 شهادة من الهيئة اللبنانية لكتب الأولاد.
- 2017 جائزة اتصالات «فئة أفضل رسوم» عن كتاب فكر بغيرك صادر عن دار تنمية، مصر.
- 2020 جائزة اتصالات «فئة كتاب العام» عن كتاب ليالي شهرزيزي، صادر عن دار البلسم، مصر.

## من رسوماتها
2006 قلب واحد - مجلة قطر الندى - إعداد عادل عطية.
2007 الريشا ويشا - كتاب قطر الندى - تأليف ايزابيل كمال.
2007 ذكريات طفل عجوز - دار البستانى - تأليف نادر أبو الفتوح.
2007 أسامة والقمر - دار البستانى - تأليف سلوى العنانى.
2007 غرفة ماجد - دار البستانى - تأليف سلوى العنانى.
2008لماذا ابتسم الديناصور - كتاب قطر الندى - تأليف عبد الجواد الحمزاوى.
2008 توت حاوى توت - كتاب قطر الندى - شعر مجدى عبد الرحيم.
2008 حبيبة وعبد الرحمن - الهيئة المصرية العامة للكتاب - تأليف سلوى العنانى.
2008 باب الجنة الأخضر - كتاب قطر الندى - شعر محمود الحلوانى.
2009 ياللا تعالوا - كتاب قطر الندى - شعر عبد الناصر علام.
2009 كلام عيال - مجلة قطر الندى - تأليف نادر أبو الفتوح.
2009السنجاب الأحمر -كتاب قطرالندى - تأليف أمل جمال.
2009قلبى صغير نونو - كتاب قطر الندى - شعر مجدى عبد الرحيم.
2009القلم المغرور - الهيئة المصرية العامة للكتاب - تأليف عبده الزراع.
2009 سلسة حكايات نورا - دار أطلس للنشر - تأليف إيمان سند.
2009 الوصية - الهيئة المصرية العامة للكتاب - تأليف فاطمة إبراهيم.
2010 مشاوير العصافير - كتاب قطر الندى - شعر طاهر البرنبالى.
2010 حلاوة زمان - كتاب قطر الندى - تأليف نادر أبو الفتوح.
2010 الثعلب اسكافيا- كتاب قطر الندى- تأليف أحمد أبو خنيجر.
2011 المدير والجهاز الخطير - الهيئة المصرية العامة للكتاب- تأليف محمود صادق.
2011 سر غناء النحلة - كتاب قطر الندى - تأليف هدى المشالى.
2011 ريما تلعب بالقمر - الهيئة العامة لقصور الثقافة - تأليف وسام جار النبي الحلو.
2011 يوميات قطرة ماء - الهيئة المصرية العامة للكتاب - تأليف أيمن فتيحة.
2012 عيون جميلة - الدار المصرية اللبنانية - تأليف نجلاء علام.
2012 ماما نائمة - دار اصالة لبنان - تأليف سمر محفوظ براج.
2013 ماما لم انام بعد - العالم العربى للنشر والتوزيع - تأليف مروى دخلى.
2013 القطة ميمى - العالم العربي للنشر والتوزيع - تأليف مروى دخلى.
2013 حمزة - الدار المصرية اللبنانية - تأليف فاروق شوشة.
2013الحقيبة الزرقاء - الهيئة العامة لقصور الثقافة-كتاب قطر الندى- تأليف رضا البهات.
2013 شق القمر - المركز القومى لثقافة الطفل - تأليف محمد محمد مستجاب.
2013 احب الكعب العالى - دار نون - تأليف ناهد الشوا.
2013 احلى كلمة في العالم - دار نون - تأليف ناهد الشوا.
2014 ملح وبهار - دار نون - تأليف ناهد الشوا.
2014 لعبة الخيال - دار أصالة (لبنان) - تأليف عباده تقلا.
2014 خروف عمى وديع - دار اصالة (لبنان) - تأليف جنان حشاش.
2014 وصاحبهما معروفا - دار كادى ورمادى (المملكة العربية السعودية) - تأليف هبة عبد الوهاب خاشقجي.
2014 في غرفة سيفو غابة - دار السلوى (الأردن)- تأليف تغريد النجار.
2014 سوسن آآ - دار سيدان (الكويت) - تأليف لطيفة بطى.
2014 خبرتني الثياب - دار البنان (لبنان) - تأليف أميمة عليق.
2014 غدا سيكون لى شعر - دار نهضة مصر للطباعة والنشر - تأليف د. عبير أنور.
2015-2014 سلسة «كن نفسك..حقق هدفك»- دار نهضة مصر للطباعة والنشر - تأليف د. عائشة رافع.
2015 وخرجت من الشرنقة - دار نهضة مصر للطباعة والنشر - تأليف د.أيمان الحصي.
2015 بستان الغضب - دار نهضة مصر للطباعة والنشر - تأليف د. عبير أنور.

## المعارض
2008 الأبداعات الموجهة للطفل - معرض جماعى ساقية الصاوى.
2009 أطفال وحواديت - ساقية الصاوى.
2010 احتفالية قطر الندى- معرض جماعى بقصر ثقافة الطفل.
2012 لوحة وكتاب - جاليرى المشربية.
2014 خربشات - المركز الثقافي البريطاني - جاليرى المشربية - جمعية النهضة العلمية والثقافية (الجيزويت).

## تحت الطبع
- قل لا - دار بردى - تأليف دينا الغمرى.
- اشجار ذلك الخشب- الهيئة العامة لقصور الثقافة - كتاب قطر الندى- تأليف عبير سلامة.
- الحذاءالأزرق - دار أصالة (لبنان)-
- أحلم بالبحر - دار أصالة (لبنان) - تأليف جيكر خورشيد.
- بينا سر كبير - الهيئة المصرية العامة للكتاب - تأليف نجلاء علام.
- قصاقيص - الهيئة العامة لقصور الثقافة - كتاب قطر الندى - تأليف عبده الزراع.
- اصوات الليل - دار البنان (لبنان) - تأليف غابي نونييز.
-النملة المغامرة - دار اسوار عكا - تأليف محمد كاظم.
- مكعبات - دار البنان (لبنان) - تأليف مهند العاقوص.

## الموسوعات المدرجة فيها
2009 كتب الأطفال في مصر ببلوجرافية معيارية - اعداد نبيلة خليفة - دار الكتب والوثائق القومية

## وصلات خارجية
موقع سحر عبد الله